# Yitzchak Vissoker
Yitzchak Vissoker (hebräisch יצחק ויסוקר, * 18. September 1944) ist ein ehemaliger israelischer Fußballtorhüter. 

## Karriere

### Verein
Vissoker spielte von 1963 bis 1977 für Hapoel Petach Tikwa und bestritt 327 Punktspiele für diesen Verein.
Von 1977 bis zu seinem Karriereende 1980 war er für Maccabi Netanja aktiv. Mit Netanya gewann er 1978 und 1980 die israelische Meisterschaft und ebenfalls 1978 den israelischen Pokal.
1980 wurde er zum israelischen Fußballer des Jahres gewählt.

### Nationalmannschaft
Von 1964 bis 1976 bestritt Vissoker 43 Länderspiele für die israelische Nationalmannschaft.
Im Alter von 19 Jahren stand er im israelischen Aufgebot bei der Fußball-Asienmeisterschaft 1964, die Israel als Gastgeber erstmals gewann.
Vier Jahre später nahm er an der 4. Fußball-Asienmeisterschaft 1968 teil, bei der die israelische Auswahl den dritten Platz belegte.
1970 wurde Vissoker in das israelische Aufgebot für die Weltmeisterschaft in Mexiko berufen. Er kam bei allen drei Vorrundenspielen gegen Uruguay (0:2), Schweden  (1:1) und Italien (0:0) zum Einsatz.
Bei den Olympischen Spielen 1976 wurde er ebenfalls in allen drei Vorrundenspielen sowie im Viertelfinale gegen Brasilien eingesetzt.

## Erfolge
- Asienmeister: 1964
- Israelische Meisterschaft: 1978, 1980
- Israelischer Fußballpokal: 1978
- Israelischer Fußballer des Jahres: 1980